# Proxys punctulatus
Proxys punctulatus är en insektsart som först beskrevs av Palisot 1818.  Proxys punctulatus ingår i släktet Proxys och familjen bärfisar. Inga underarter finns listade i Catalogue of Life.